# Molledo
Molledo tỉnh và cộng đồng tự trị Cantabria, phía bắc Tây Ban Nha. Đô thị Molledo có diện tích là 71,07 ki-lô-mét vuông, dân số năm 2009 là 1655 người với mật độ 23,29 người/km². Đô thị này có cự ly km so với Santander.